# 小林製薬
小林製薬株式会社（こばやしせいやく、Kobayashi Pharmaceutical Co., Ltd.）は、大阪市中央区道修町4丁目に本社を置く、処方箋が不要な一般用医薬品と衛生雑貨（トイレタリー）の企画・製造・販売をおこなう日本の企業である。みどり会の会員企業であり三和グループに属している。
コーポレート・スローガンは「"あったらいいな"をカタチにする」。

## 概要
創業者の小林忠兵衛が1886年（明治19年）に愛知県名古屋市で「小林盛大堂」を開き、雑貨・化粧品・洋酒の販売を始める。2年後には薬品卸部門を設立し、「タムシチンキ」「大効丸」「一日丸」などの薬品の販売を開始。1919年（大正8年）には、大阪に進出し、本社を設置した。
その後、1956年（昭和31年）に改組。後に「アンメルツ」「ブルーレット」「サワデー」「トイレその後に」「サラサーティ」「熱さまシート」「フェミニーナ」「アイボン」「消臭元」「ケシミン」「ナイシトール」などの製品を開発し、テレビCMの放映も相まって、ヒット商品となる。
武田薬品工業・塩野義製薬・田辺三菱製薬等、医薬品製造企業の本社が集まることで有名な、大阪・道修町に本社を置いているが、在阪医薬品メーカーでは珍しく、事業としては医薬品よりも、衛生雑貨関係の露出が強い。株式の上場は1999年（大証2部）であり、現在は東証1部（現・プライム）に上場している。
製品開発において、非常に小回りの利く企業の一つとしてその名を知られると共に、ユニークなネーミングが冠された商品を多数持つ。
2000年代に入ると他社が発売していたブランドを取得し「キムコ」「イージーファイバー」「小林製薬の杜仲茶」「命の母」「間宮アロエ軟膏a」「ビスラット」「オードムーゲ」「丸薬七ふく（がんやくひちふく）」「ヘモリンド」「Bioil（バイオイル）」「桐灰カイロ」「足の冷えない不思議なくつ下」「マダムジュジュ」が順次自社製品となり、販路の拡大や知名度の向上に貢献している製品もある。
2001年（平成13年）に使い捨てカイロメーカーである桐灰化学を子会社化したのを皮切りに、2006年（平成18年）には「間宮アロエ軟膏a」をはじめとするアロエを使用した製品の製造を行っているアロエ製薬を子会社化。さらに、2013年（平成25年）には六陽製薬とジュジュ化粧品（2020年に吸収合併）を傘下とし、2014年春にスキンケア事業部を新設。2016年8月には米国の外用消炎鎮痛剤と化粧品の製造販売会社Berlin社とその子会社Perfecta社を完全子会社化した。ほか、2019年12月期までに中国などに300億円のM&A投資を行うとしている。
2024年3月には、「紅麹」の成分を含む健康食品を摂取した消費者が腎臓の病気などを発症し5人が死亡する紅麹サプリ事件が発生。サプリメントの安全性に関する社会問題に発展した。
なお週刊文春の調査では1993年以降の31年間で確認できただけでも17回の製品回収を行っている。

## 沿革
※ 小林製薬の歴史｜企業情報｜小林製薬（株）（外部サイト）
- 1886年（明治19年） - 小林忠兵衛により愛知県名古屋市中区門前町に、雑貨や化粧品の店として合名会社小林盛大堂を創業。
- 1894年（明治27年）- 「タムシチンキ」「大効丸」「一日丸」など10種の自家製薬品を販売。
- 1912年（明治45年）- 合名会社小林大薬房を設立。
- 1919年（大正8年） - 合名会社小林盛大堂と合名会社小林大薬房を合併し、大阪市西区京町堀に株式会社小林大薬房を創立。初代社長に小林吉太郎が就任。
- 1939年（昭和14年）- 頭痛薬「ハッキリ」を発売。
- 1940年（昭和15年） - 株式会社小林大薬房の製剤部門を分離し、（旧）小林製薬株式会社を設立。
- 1948年（昭和23年）- 小林三郎が社長に就任。
- 1956年（昭和31年） - 株式会社小林大薬房が（旧）小林製薬株式会社を合併し、商号を小林製薬株式会社に変更。本社を大阪市東区（現在の大阪市中央区道修町4丁目3-6に移転。
- 1958年（昭和33年）- 小林映子が社長に就任。
- 1967年（昭和42年） - 肩こり治療薬「アンメルツ」を発売。
- 1969年（昭和44年） - トイレタリー製品の第1号「ブルーレット」を発売。
- 1970年（昭和45年） - 「ポリデント」を製造していた米ブロックドラッグ（英語版）社と業務提携し、日本での総発売元となった。
- 1975年（昭和50年） - 芳香剤のパイオニア「サワデー」を発売。
- 1976年（昭和51年）- 小林一雅が社長に就任。
- 1985年（昭和60年） - 倒産した小林脳行の営業権を譲受（それまでは社名は類似するが関係は無かった企業である）。同社の防虫剤など（「モスノー」「モスボックス」「サニボン」「煙出しネオ片脳油」など）の販売を引き継いだ。
- 1987年（昭和62年） - 現在のCIを導入。
- 1996年（平成8年）
  - 4月 - 「シュミテクト」「ポリデント」「ポリグリップS」「ニソーデント」「2000フラッシュ」（トイレ洗浄剤）の5ブランドを米ブロックドラッグ社との合弁会社である小林ブロックへ移管。「ポリデント」に代わり「タフデント」を発売。
  - 7月 - 小林ブロックがブロックドラッグの完全子会社となりブロックドラッグ・ジャパンに商号変更。「シュミテクト」「ポリデント」「ポリグリップS」「ニソーデント」「2000フラッシュ」の発売元がアース製薬に変更。
- 1999年（平成11年） - 大阪証券取引所第二部上場。栄養補助食品の通信販売事業を開始
- 2000年（平成12年） - 東京証券取引所ならびに大阪証券取引所市場一部上場。商事部門を分社化し、「株式会社コバショウ」を設立。
- 2001年（平成13年） - 
  - 米国系傘下にあったパナマ国籍の企業ホワイトホール ジャパン コーポレーション（旧・アメリカン・ドラッグ・コーポレーション）を買収、チバ コバヤシ インクに商号変更した同社の製品（「キムコ」「イージーファイバー」「プリティー」「アクアフィルター」[注釈 1]）の販売権を承継（会社は2004年に清算）。
  - 使い捨てカイロ大手の桐灰化学の全株を取得し、完全子会社化。
- 2002年（平成14年） - 日立造船（現：カナデビア）から健康食品事業(杜仲茶）を譲受。翌2003年に当社の製品として発売開始。
- 2003年（平成15年） - 日立造船株式会社より健康食品事業（杜仲茶）の営業権取得。株式会社エンゼルを「愛媛小林製薬株式会社」に社名変更。
- 2004年（平成16年）- 小林豊が社長に就任。
- 2005年（平成17年）
  - 1月 - 笹岡薬品が製造する「命の母」ブランドの独占販売権を取得。同年6月に「女性保健薬 命の母A」を当社から発売する。
  - 3月 - アメリカ・コーム社との合弁会社であった小林コーム株式を取得して完全子会社化すると共に、コーム社から日本における「ラナケイン」「フェミニーナ」の商標権を譲り受ける。同年12月に簡易合併による吸収合併を行ったため、2006年から「ラナケイン」「フェミニーナ」を自社生産に切り替える。
  - 7月 - 井藤漢方製薬と資本・業務提携を結ぶ。
- 2006年（平成18年）
  - 6月 - 大衆薬製造販売のアロエ製薬（静岡市）の全株を取得し、完全子会社化。同年9月より「アロエ製薬」製品の発売開始。
  - アイルランドの医療機器製造販売会社「eVent Medical Ltd.」を子会社化。
  - 米国のカイロ製造販売会社「Heat Max, Inc.」を子会社化。
- 2007年（平成19年）3月 - ブランドスローガン「"あったらいいな"をカタチにする」をテレビCMに挿入開始[10]。
- 2008年（平成20年）
  - 1月 - 卸売子会社のコバショウが、株式交換によってメディセオ・パルタックホールディングス（現・メディパルホールディングス）の完全子会社となる。コバショウは同年4月にパルタックと統合し、パルタックKS（現・PALTAC）となる。
  - 2月 銀配合の消臭剤や除菌用品について、CMなどで謳った効果が過大だったとして、販売停止することを発表[11]。
  - その後、以下の商品は順次販売を再開した。
    - 銀のブルーレットおくだけ - 2008年2月に商品名を「ブルーレットおくだけ黒ズミ対策」に変更した上で、販売再開。
    - トイレその後に - 2008年2月よりパッケージを変更し販売再開。
    - 銀の消臭元（タバコ用、ペット用、くつ・下駄箱用） - 2008年3月より商品名を「タバコ消臭元」「ペット消臭元」「くつ・下駄箱消臭元」に変更した上で販売再開。後に、「くつ・下駄箱用消臭元」は製造終了となり、「タバコ消臭元」と「ペット消臭元」は2016年1月現在も発売されている。
    - 銀の消臭元スプレー - 2008年3月より商品名を「トイレの消臭元スプレー（イオンシトラス）」に変更した上で販売再開。
    - 銀のゴミサワデー - 2008年3月より商品名を「ゴミサワデーEX」に変更した上で販売再開（なお、本製品は「ゴミサワデー」のリニューアルに伴い、2011年3月で製造終了）。
    - 銀の消臭元 トイレ用 - 2008年3月より商品名を「トイレの消臭元（イオンシトラス）」に変更した上で販売再開。
    - エアコン徹底洗浄スプレー - 2008年4月よりパッケージを変更して販売再開（本製品は2010年3月より桐灰化学へ移管後、同社での販売を終了）。

  - 6月 - 「銀の消臭元 トイレ用」「銀のブルーレットおくだけ」について、優良誤認にあたるとして公正取引委員会から排除命令を受ける[12]。
  - 7月 - 洗眼薬「アイボン」が映画『ゲゲゲの鬼太郎 千年呪い歌』とのコラボレーションを実施。映画では目玉おやじが「アイボン[注釈 2]」を使用する場面が登場したり、「アイボン」「アイボンWビタミン」のCMでは2008年7月1日から公開期間中まで、冒頭の「あっ! 小林製薬」を使用しない代わりに目玉おやじを登場させたりした。
  - 9月 - ロングセラーブランド「サワデー」を刷新した「香り薫るサワデー」発売。
  - 12月 - 石原薬品工業並びに石原道郎より肥満症対策の医薬品「ビスラットゴールド」の商標権を取得[13]。2009年（平成21年）3月に「ビスラットゴールドa」として当社から発売。
- 2009年（平成21年）
  - 4月 - 井藤漢方製薬との資本業務提携を解消。
  - 5月 - 運営するウェブサイトの一部が不正に改ざんされる。改ざんされたウェブサイトは一旦閉鎖。復旧作業を行い同月28日に復旧完了。
  - 8月 - 本社を大阪市中央区道修町4丁目4-10のKDX小林道修町ビルに移転。
- 2010年（平成22年）
  - 4月 - 医療機器事業部門を分社化し、小林メディカル株式会社を設立。
  - 9月 - 当社初の【第1類医薬品】となる膣カンジダの再発治療薬「フェミニーナ 膣カンジダ錠」を発売（本製品は同日に田辺三菱製薬から発売された「オキナゾールL100」のOEM品に当たる、2023年(令和5年)9月をもって製造終了）。
- 2012年（平成24年）
  - 5月 - 当社子会社の小林メディカル株式会社の株式の80%を三菱商事へ譲渡[14]。同年6月より連結子会社（完全子会社）から持分法適用関連会社となる（同年11月に日本メディカルネクスト株式会社へ商号変更。2013年5月に残りの20%の株式も三菱商事へ譲渡し、持分法適用関連会社からも除外）。
  - 米国のカイロ製造販売会社「Grabber, Inc.」を子会社化。
  - インドネシアに、現地法人「PT. Kobayashi Pharmaceutical Indonesia」を設立。
  - 中国に「合肥小林日用品有限公司」を設立。
- 2013年（平成25年）
  - 小林章浩が社長に就任。
  - 3月 - 薬用ローション「オードムーゲ」の製造元である六陽製薬株式会社の株式93.9%を取得し、子会社化[15]。
  - 9月 - 旧法人の化粧品事業と商号を引き継いだジュジュ化粧品株式会社の全株式を取得し、完全子会社化[16]。
- 2014年（平成26年）
  - 2月 - 六陽製薬が製造する「オードムーゲ」「オードムーゲスキンミルク」「オードムーゲスキンクリーム」の販売を日邦薬品工業から継承し、自社製品として発売開始。
  - 11月 - 「ブルーレット」の売り上げがギネス世界記録に認定される。
  - 12月 - 七ふく製薬から便秘薬「丸薬七ふく」ブランド（製造販売承認や商標など）を譲り受けることを発表。2015年（平成27年）2月に譲り受けを完了し、同年3月に自社製品として発売を開始した[17][18]。
- 2015年（平成27年）11月 - 持分法適用関連会社の株式会社メディコンについて、米国C.R.Bard社との合弁契約を友好的に解消し、株式会社メディコンの当社保有分の全株式を株式会社メディコンへ株式譲渡。これにより、株式会社メディコンは当社の持分法適用関連会社から除外されるとともに、医療機器事業から事実上撤退した[19][20]。
- 2016年（平成28年）
  - 5月 - グンゼ株式会社より、紅麹に関する研究・販売事業を譲受[21]。
  - 6月 - 決算期を3月31日から12月31日に変更（これに伴い、第99期の事業年度は同年4月1日から12月31日までの9ヶ月間となる）[22]。
- 2017年（平成29年）
  - 6月 - 南アフリカ共和国に本社を持つユニオンスイス社との間で美容オイル「バイオイル」の独占売買契約を4月に締結したことを発表[23]。これにより、2006年の日本上陸時より販売を行ってきた株式会社ジャンパールから販売を引き継ぎ、同年9月より当社での販売を開始[24]。
  - 10月 - 扶桑薬品工業が1963年（昭和38年）より販売されてきた内服痔疾用薬「ヘモリンド舌下錠」の販売権を同社から取得し、当社製品として発売。
  - 11月 - 「消臭元」が当社製品では2例目となるギネス世界記録に認定される[25]。
  - 12月 - 株式会社マピオンとの共同で、小売店舗を持たないトイレタリーメーカーでは初となる「販売店検索システム」を開発し、運用を開始[26]。
- 2018年（平成30年）
  - 2月 - 株式会社しまむらとの共同で、当社の抗菌剤「KOBA-GUARD（コバガード）」を活用した肌着「CLOSSHI（クロッシー） ニオわなインナー」を開発し、「しまむら」での販売を開始したことを発表[27]。
  - 7月 - 「シンデレラタイム」の発売元である化粧品メーカーの株式会社True Natureの全株式を取得し、完全子会社化[28]。
  - 11月 - 子供の口腔ケアなどで大阪府と包括連携協定を締結[29]。
- 2019年（令和元年）5月 - 「梅丹（めいたん）」や「古式梅肉エキス」等、梅肉を使用した健康食品の製造販売を行っている株式会社梅丹本舗の全株式を譲受、子会社化したことを発表[30]。
- 2020年 (令和2年)
  - 6月 - 令和2年度 知財功労賞において、知的財産権制度活用優良企業として、「特許庁長官表彰（商標）」を初受賞したことが発表された[31]。
  - 7月 - 完全子会社の桐灰化学株式会社を吸収合併[32][33]。「桐灰」ブランド製品の販売並びにサポート（問い合わせ等）を引き継ぐ。
  - 9月 - 完全子会社のジュジュ化粧品株式会社を吸収合併[34]。「マダムジュジュ」「アクアモイスト」「ファンデュープラス」の販売並びにサポート（問い合わせ等）を引き継ぐ（なお、「アクアモイスト」は2023年(令和5年)9月をもって製造を終了）。
- 2021年（令和3年）3月 - 桐灰化学を吸収合併した際に引き継いだ「熱中対策」のうち、「シャツクール」と「服の上から極寒スプレー」をリニューアルと新製品の発売に伴い、「桐灰」ブランドから自社製品へ切替。「シャツクール」は桐灰化学への販売移管以来4年ぶりに「熱中対策 シャツクール」として自社製品に戻ることとなった。
- 2022年（令和4年）
  - 4月 - 2019年に子会社化した梅丹本舗の「古式梅肉エキス」と「梅丹UG」を「梅丹 梅肉エキス」と「梅丹 梅肉エキス粒」として北海道限定で発売（「梅丹 梅肉エキス」はクエン酸を機能性関与成分とする機能性表示食品となる）。
  - 9月 - 日本初となるイトプリド塩酸塩をスイッチOTC化した胃腸薬「イラクナ」を発売。当社初の要指導医薬品となる[35]。
- 2023年（令和5年）
  - 2月 - コロナウイルスとインフルエンザウイルスを同時に検出可能な第一類医薬品に区分される一般用検査薬「エスプライン SARS-CoV-2&Flu A+B（一般用）」を発売（本品は製造販売承認を取得した富士レビオから供給を受けて発売されるもので、「エスプライン」は同社の登録商標である）[36]。
  - 5月 -
    - 日本初となる結婚式演出サービス「Sawaday Tumuka（サワデー ツムカ）」の提供を開始[37]。
    - 高知県立牧野植物園に新設された研究棟「植物研究交流センター」内のジョイントラボ（共同研究施設）に民間企業で唯一参画することを発表[38]。

  - 10月 - 「おっ!?小林製薬」の名称で公式のオウンドメディアを開設[39]。
- 2024年（令和6年）
  - 3月22日 - 紅麹の成分を含む自社販売の健康食品を摂取した人が腎臓病などを発症し、5人が製品が原因で死亡の可能性、157人が入院（4月3日現在）[40] する健康被害が発生。同製品の自主回収を発表（後述）[41][42][43]。
  - 8月8日 - 山根聡が創業家以外で初の代表取締役社長に就任。

## 歴代社長
小林忠兵衛#系譜図も参照
- 小林忠兵衛　創業者
- 小林吉太郎：1919年～1948年　会社経営の初代社長。忠兵衛の長男。
- 小林三郎：1948年～1958年　二代社長。吉太郎の婿養子。
- 小林映子：1958年～1976年　三代社長。吉太郎の長女、三郎の妻。
- 小林一雅：1976年～2004年　四代社長。三郎の長男。
- 小林豊：2004年～2013年　五代社長。三郎の次男、一雅の弟。
- 小林章浩：2013年～2024年8月7日　六代社長。一雅の長男。
- 山根聡：2024年8月8日～2025年1月20日　七代社長。創業家以外では初めて。
- 豊田賀一：2025年1月21日～　八代社長。
- 会長の小林一雅から見て、曽祖父は忠兵衛で、祖父は吉太郎、父親は三郎であり、吉太郎の婿養子にあたるという。そして、一雅と豊副会長が兄弟で、一雅の息子が六代社長の章浩である[44][45]。
- 2018年1月号（冬号）の『プレジデントファミリー』の中で、龍角散社長の藤井隆太のインタビュー記事によると、「うちや小林製薬さん、久光製薬さんといった同族経営の製薬メーカーは、一緒にビジネスをしたり、系図をたどると遠縁にあったりと関係が深いです。」と発言している。

## 不祥事

### キズドライ
小林製薬が1993年（平成5年）に発売した「キズドライ」は当初、傷口を洗浄した後に使用する旨の周知が不十分であったために、傷口を洗わずに使用して化膿などの副作用を生じたとの苦情が国民生活センターに複数寄せられた。さらに1997年（平成9年）夏には神奈川県横浜市の開業医グループから学校医へ、「キズドライ」の使用を止めるよう要請が行われている。これらの状況から、1997年冬に当時の厚生省医薬安全局は同社から事情説明を受けた後に、使用者が傷口を十分に洗浄してから利用するよう表記を改善することを指導した。これを受けて同社は水洗いを促すパッケージへの変更と、CMでの周知を行った。その後、処方変更により「新キズドライ」へ改名され、現在も発売されているが、使用前に水洗いを行うことを促すパッケージデザインは踏襲されている。

### 紅麹製品での健康被害
2024年（令和6年）3月22日、小林製薬は紅麹の成分を含む健康食品を摂取した人が腎臓の病気などを発症したことが報告されたと明らかにし、同成分を含む3つの健康食品を自主回収するとともに、使用を中止するよう呼びかけた。同月26日、小林製薬は腎疾患で亡くなった患者が生前に紅麹コレステヘルプを摂取していたとの連絡があり、死亡との因果関係が疑われる事象があったと発表した。厚生労働省は、小林製薬の紅麹の成分を含む「紅麹コレステヘルプ」などのサプリメント3種類について、有害な物質が含まれる疑いがあるとして、小林製薬の本社のある大阪市に対して廃棄命令などの措置をとるように通知をだした。
同29日、厚生労働省は小林製薬より、健康被害が確認された人が摂取していた製品を製造したロットで有害な物質と考えられる「未知の物質」が「プベルル酸」である可能性の報告を受けたことを発表した。プベルル酸は青カビか混入源からできる化合物で非常に毒性の強い物質である が、29日現在、腎疾患との関係と混入源は確認が取れていない。
また、紅麹の原料を国内外の企業 にも供給しており、日本酒や食品などとして使用されていたとして、供給先のメーカーでも使用された製品の自主回収を行う事態となった。小林製薬以外で製造された紅麹を使用している企業にも問い合わせが殺到するなどの風評被害も発生した。
紅麹を原材料とするサプリメントによる健康被害は、すでに2014年頃からヨーロッパで報告されており、日本でも食品安全委員会は、2014年3月、「紅麹を由来とするサプリメントに注意」とする注意喚起を行っていた。欧州連合（EU）は、一部の紅麹菌株が生産する有毒物質であるシトリニンのサプリメント中の基準値を設定したほか、フランスは摂取前に医師に相談するように注意喚起しており、スイスでは紅麹を成分とする製品は、食品としても薬品としても売買は違法とされていた。
健康被害が伝えられた2024年3月22日以後「（ベニコウジの関連商品の購入者に対する）顧客・取引先の対応優先のため」として、同社が提供するすべてのコマーシャル放送を自粛しているほか、2024年度の新入社員入社式（同4月1日・大阪市内）についても取りやめ、その代わりとして大阪本社で新入社員に対する挨拶と事案説明にとどめるとしているが、同年度の新入社員（グループ会社含め81人）の入社辞退には至っていない。また、2025年度の新卒学生などを対象とした採用活動の休止を行った。
また、2025年（令和7年）に本社のある大阪市で開催が予定されている2025年日本国際博覧会の「大阪ヘルスケアパビリオン」への協賛並びに出展を取り止めることを2024年6月に発表した。
7月23日、臨時取締役会を開き、小林一雅会長と小林章浩社長が辞任する人事を決議。会長の辞任は同日付で、社長は8月8日付。後任の社長には山根聡専務を充てる。創業家以外の社長は初めて。

## その他
同名または近似の会社名を持つ企業がいくつか存在する。バスタニックやモスノーで知られた小林脳行は元々無関係な会社だったが、倒産後に同社が引き継いだ。ただし、医療用医薬品会社でネオファーマグループ傘下の「小林製薬工業」（小林薬工、現・ネオクリティケア製薬）とは無関係で、人的資本的な関係は一切無い。また、風邪薬「ヒストミン」で知られる「小林薬品工業」とも無関係である。
ライオン、花王と同様、外国人への配慮として、パッケージには商品カテゴリーの英語表記がなされている（例えば、「のどぬ～る ぬれマスク」の場合は、Mask with wet filter（ウエットフィルター付マスク）と表記される）。
小林製薬が大阪市内の複数の病院に依頼し実施した肥満薬の臨床試験について、実施した病院が被験者の身長を偽り肥満度を上げるなどの改竄工作を行っていたことが発覚。治療の条件を満たすために行われた可能性があり、同社ではこれらの病院に対し、法的手段を含めた対応を取りたいとしている。治験の業務を委託したサイトサポート・インスティテュートはデータ改竄を認めた。
桃太郎電鉄シリーズの物件駅北浜駅にはこの会社が元ネタである「あったらいいな製薬」が登場する。価格は小林製薬の資本金とほぼ同じ35億円。

## テレビ番組
- 日経スペシャル カンブリア宮殿 「消費者のココロを掴め！ ～世にない商品・売れる名前の発想法～」（2007年6月4日、テレビ東京）- 出演：代表取締役社長 小林豊[66]。
- 日経スペシャル ガイアの夜明け クレームに立ち向かえ！～苦情処理の企業戦略（2007年11月13日、テレビ東京）[67]。- お客様相談室のクレーム戦略を取材。

## 主なスポンサー番組
※2024年に発生した紅麹サプリ事件により、PTによるお詫びCMが放送されていたが、2025年6月1日よりCM放送を再開している。また2024年10月より固定のスポンサー番組からは一律降板され、不定期枠の空きを充てるようになった。
健康食品通販は主としてスカパー!（通信衛星テレビ放送）向けに放映。この他にも3カ月限定や週替スポンサーにつくこともある。

## 書籍

### 関連書籍
- 『小林製薬 アイデアをヒットさせる経営 絶えざる創造と革新の追求』（著者:小林一雅）（2022年1月20日、PHP研究所）ISBN 9784569851211

## 関連企業
※全て株式会社である。
- 富山小林製薬
- 仙台小林製薬
- 愛媛小林製薬
- 桐灰小林製薬
- アロエ製薬
- 梅丹本舗
- 小林製薬プラックス
- 小林製薬物流
- エスピー・プランニング
- アーチャー新社
- すえひろ産業
- 小林製薬ライフサービス
- 小林製薬バリューサポート
- 小林製薬グローバルイーコマース
- 小林製薬チャレンジド（特例子会社）